# تحريك صور
التحريك أو الأنیميشن (بالإنجليزية: Animation)‏ هو عرض سريع لتتابع من الصور ثنائية البعد أو الصور ثلاثية الأبعاد لإيجاد إيحاء بالحركة.
الرسوم المتحركة هي إحياء الحركة بجعل الصور تستمر أو لنقول انه خداع بصري للصور المتتالية (بالإنجليزية: Persistence of vision)‏، ويمكن صنع وعرض الصور المتحركة بطرق متعددة. والطريقة الشائعة هي عرض الحركة كفيلم أو كفيديو. وهناك أيضاً طرق أخرى متعددة لعرض الصور المتحركة موجودة حالياً.

## أنواع التحريك
هناك تقنيات حركية متنوعة.

### التحريك التقليدي
كان التحريك التقليدي (يسمى أيضاً التحريك بأوراق السيلولويد (بالإنجليزية: Cel Animation)‏ أو التحريك اليدوي) العملية المستعملة في معظم أفلام الرسوم المتحركة المنتجة في القرن العشرين. حيث أن كل الأطر (اللقطات) الفردية عبارة عن صور للرسوم ترسم أولاً على الأوراق.
ولخلق وهم الحركة يرسم كل رسم مختلفا عن الذي قبله قليلًا. ويتم نسخ أو إعادة رسم الرسوم التي يرسمها المحركون إلى أوراق شفافة تسمى (سيل) وهي اختصاراً لكلمة سيلولويد، والتي تملأ برسوم أو ألوان مخصصة أو تدرجات ألوان، في الجهة المعاكسة للرسم في الورقة الشفافة.
تصور خلايا الشخصية الكاملة لقطة وراء لقطة في الفيلم المتحرك لتقابل الخلفية الملونة وذلك باستخدام آلة تصوير خاصة.
أصبحت عملية التحريك التقليدي باستخدام السيلولويد قديمة في بدايات القرن الحادي والعشرين. حالياً وبسبب تطور الحاسوب، الرسوم والخلفيات التي يرسمها المحركون يتم مسحها ضوئياً أو يتم رسمها مباشرة في الحاسوب.
على صعيد الإنتاج ينقسم التحريك التقليدي:
التحريك الكامل: وتشير إلى عملية إنتاج افلام رسوم متحركة بتحريك كامل الاطارات في الثانية، أي 25 اطار في الثانية، بغض النظر عن جودة العمل. غالباً ما يكون هذا النوع من الافلام ذو جودة عالية وتفاصيل كثيرة ودقيقة بسبب التكلفة الباهظة لهذا النوع من الافلام فلا يقدم عليه غير الاستوديوهات الضخمة كشركة والت ديزني الاميركية التي قدم فيلم الجميلة والوحش 1991، علاء الدين 1992، و الملك الاسد 1994، واستديو جيبلي الياباني الذي المعروف بفيلم المخطوفة 2001، قلعة هاول المتحركة 2004، و بونيو 2008.
التحريك المحدود: وهو عبارة عن تحريك لعدد اقل من الاطارات في الثانية، قد يصل إلى ست اطارات في الثانية، تلجأ لها اغلب الاستوديوهات والشركات الإعلانية بسبب تكلقتها الأقل ولكن ليس بالضرورة ان يكون ذلك على حساب تفاصيل الرسم، فافلام التحريك الياباني، الأنمي، يقوم بالاستعاضة عن قلة عدد الاطارات بجعل الخلفيات والشخصيات مليئة بالتفاصيل الدقيقة للغاية.

#### الروتوسكوب
هذه تقنية حصل على براءة اختراعها ماكس فليتشير عام 1917 حيث يستخدم رساموا الكرتون افلام حقيقية من ممثلين حقيقيين ليقوموا بتمثيل الدور المطلوب كاملا ثم يستخدموا الروتوسكوب ليعيدوا رسم هذا المشهد من الفيلم الحقيقي بطريقة كرتونية كما في فيلم (سيد الخواتم، عام 1978) وفيلم (اسكانر داركلي عام 2006 - a scanner darkly) وفيلم (هيفي ميتال عام 1981) والعديد من الافلام الأخرى.
live action / animation : وهذه الطريقة تدمج بين الرسوم المتحركة والافلام الحقيقية ومن الامثلة المشهورة لهذه الطريقة هو فيلم who framed roger rabbit .

### إيقاف الحركة
(بالانكليزية:Stop motion) هذه النوع تستخدم مواد جامدة مثل الدمى أو الطين الاصطناعي أو أي شيء آخر ويتم تحريكه واخذ لقطة له في كاميرا الفيلم وتحريكه مرة أخرى وأخذ لقطة ثانية وهكذا إلى أن يتم تسجيل المشهد أو الفيلم المطلوب.

تحريك من نوعية إيقاف الحركة لعملة معدنية